# پلوسکوسمینسکی
پلوسکوسمینسکی (به لاتین: Ploskoseminsky) یک منطقهٔ مسکونی در روسیه است که در سرزمین آلتای واقع شده‌است.